# Yosegi-zukuri

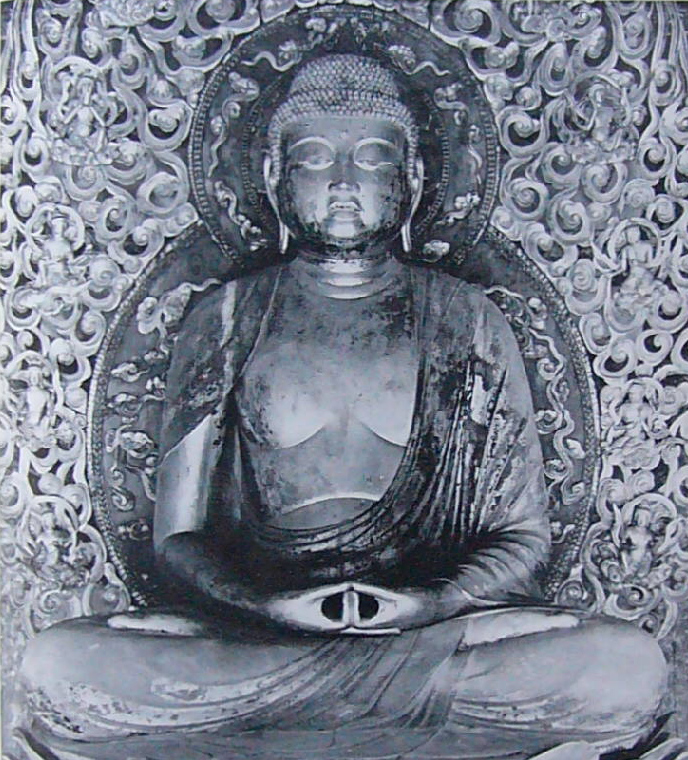
Buda Amida del escultor Jōchō realizado con la técnica yosegi-zukuri.

Yosegi-zukuri (寄木造) o yosegi (寄木) es una técnica escultórica japonesa en madera aparecida a finales del Período Heian, alrededor del siglo X y perfeccionada en el siglo XI.

## Técnica
La técnica yosegi-zukuri, cuando se usa para crear una estatua, consiste en tallar por separado diferentes piezas de la misma. Estas piezas de madera, talladas y generalmente ahuecadas, posteriormente se ensamblan pegándolas para formar el cuerpo de la estatua. Luego se realiza el grabado de la decoración final y después se aplica una capa de laca, pintura o pan de oro.
Esta técnica hace posible que trabaje un equipo numeroso racionalizando y distribuyendo varios elementos separados, al mismo tiempo que aligera el peso final de la escultura y facilitando la erección de estatuas gigantes, economizando los materiales y acelerando su producción. Este tipo de ensamblaje también tiene la ventaja de facilitar posteriores reparaciones, simplemente reemplazando las partes dañadas.

## Historia
Al final del período Heian (平安 時代, Heian jidai, 794-1185), la técnica ichiboku-zukuri (一 木造) de esculpir una estatua de un solo bloque es reemplazada por la técnica yosegi-zukuri donde piezas de madera se tallan individualmente y luego se unen. Esta técnica que se desarrolló durante el período Heian, acompañó la difusión de la fe en Amida (阿弥陀) en el seno de la aristocracia, que llevaría a la construcción de numerosos templos budistas y una fuerte demanda de imágenes piadosas. 
Este tipo de técnica permite la aparición de composiciones y nuevas esculturas, respondiendo a los gustos de la época y la iconografía budista. El escultor Jōchō (定朝, fallecido en 1057) tuvo gran influencia en el desarrollo de la yosegi-zukuri e innovó en el desarrollo de nuevas técnicas. Hasta nuestros días, solo ha sobrevivido una obra suya, una estatua de Amida Nyôrai que se conserva en el Hōō-dō (鳳凰堂, sala del fénix) del Byōdō-in (平等院) cerca de Kioto. Está considerada como una de las expresiones más sublimes de la creencia amidista, marcando en la escultura la ascendencia de un nuevo estilo y técnica que proporciona una contemplación serena, sin adornos, reservada pero poderosamente reconfortante.
Es también la técnica utilizada por el maestro artesano Shoun Genkei Zenji, durante el tallaje de las famosas quinientas estatuas budistas del templo Tennonzan Gohyaku Rakanji (天恩山五百羅漢寺), de las que se conservan 305.
La yosegi-zukuri fue empleada para elaborar estatuas de grandes dimensiones en los talleres de Kioto y Nara y también por los escultores del período de Kamakura, produciendo ligeras variaciones.